# Sycettidae
Famille
Synonymes
- Scyphidae De Laubenfels, 1936[2]

Les Sycettidae sont une famille d'animaux de l'embranchement des éponges, au sein de l'ordre Leucosolenida.

## Liste des genres
Selon World Register of Marine Species (5 février 2017) :
- genre Sycetta Haeckel, 1872
- genre Sycon Risso, 1827